# Ostritz
Ostritz är en stad (Landstad) i Landkreis Görlitz i förbundslandet Sachsen i Tyskland. Staden har cirka 2 200 invånare.